# Colle della Mologna Grande
Il colle della Mologna Grande (in francese, Col de la Grande Mologne - 2 364 metri s.l.m.) è un valico alpino situato nelle Alpi Biellesi che collega la Valle Cervo (in Piemonte) con la Valle del Lys (in Valle d'Aosta).

## Descrizione

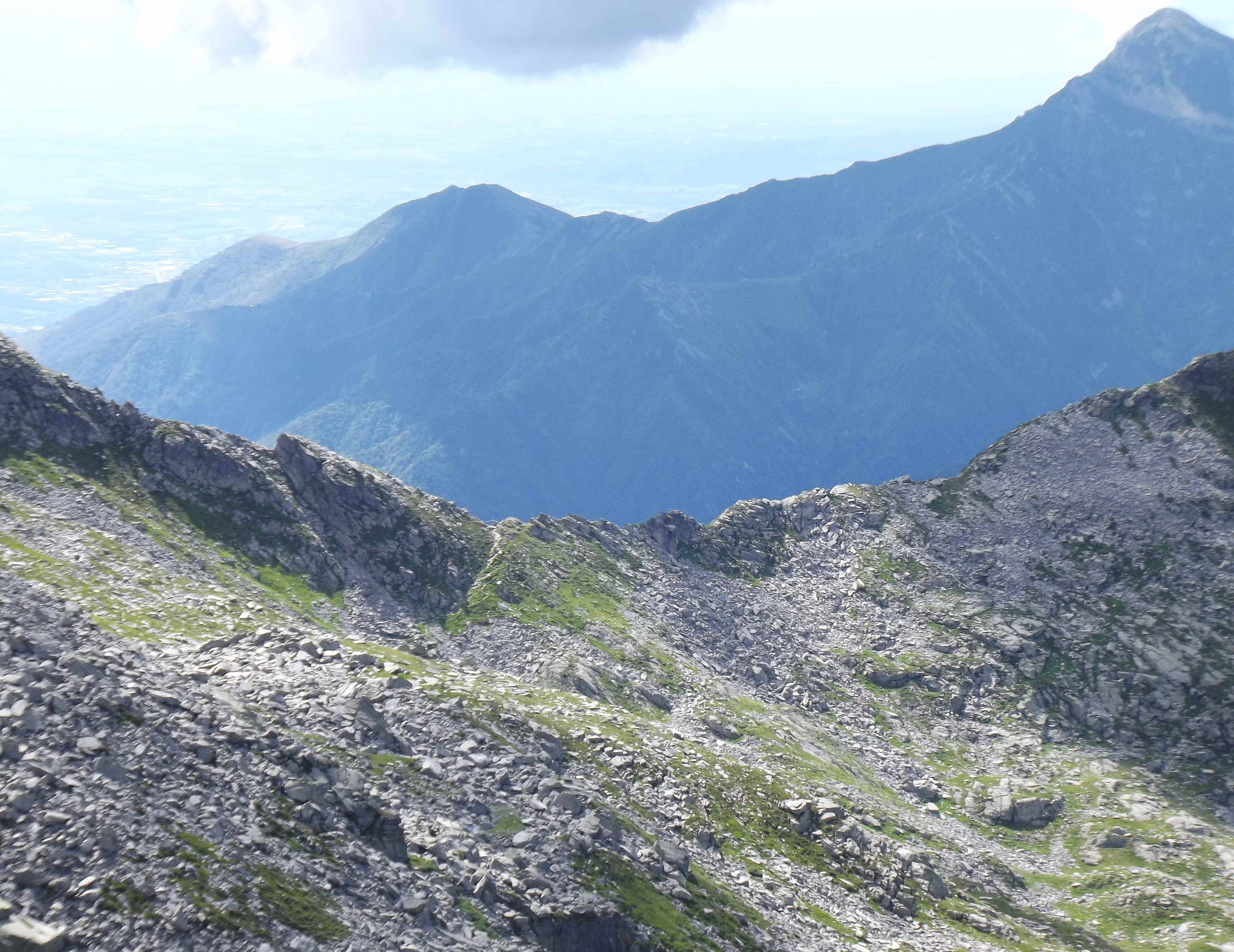
Vista dalla punta Lazoney.

Il valico si apre tra i Gemelli di Mologna (2476 m, a sud-ovest) e la punta Tre Vescovi (2501 m, a nord-est) e fa parte della cresta spartiacque che divide la provincia di Biella dalla Valle d'Aosta.
I territori comunali interessati sono Gaby sul lato valdostano e una frazione montana del comune di Andorno Micca sul versante biellese.

## Accesso
La Mologna Grande è raggiunta da una mulattiera ampia e accuratamente lastricata (itin. E60) che sale in circa due ore e mezza, da Piedicavallo. Circa trenta minuti prima del colle si incontra il rifugio Alfredo Rivetti. La mulattiera era nota e apprezzata già nell'Ottocento, anche da viaggiatori e turisti stranieri.
Dal colle è possibile salire sulla cima Tre Vescovi oppure, tramite il col de Lazoney, proseguire verso l'Alpe Maccagno e la Valsesia. Quest'ultimo itinerario è anche percorso dalla Grande Traversata delle Alpi.

## Trail running
Per la colle transita il Trail del Bangher, giunto nel 2010 alla sua quinta edizione. Si tratta di una corsa podistica ad anello dello sviluppo di 27 km con 2200 m di dislivello positivo, organizzata dall'UISP di Biella. Il suo nome ricorda Pietro Bangher, un famoso brigante di origini trentine che operò nella zona a cavallo tra Ottocento e Novecento.